# Moville
Moville és una població dels Estats Units a l'estat d'Iowa. Segons el cens del 2000 tenia 1.583 habitants.

## Demografia
Segons el cens del 2000, Moville tenia 1.583 habitants, 618 habitatges, i 446 famílies. La densitat de població era de 686,7 habitants/km².
Dels 618 habitatges en un 36,2% hi vivien nens de menys de 18 anys, en un 62,1% hi vivien parelles casades, en un 8,1% dones solteres, i en un 27,8% no eren unitats familiars. En el 25,7% dels habitatges hi vivien persones soles el 15,5% de les quals corresponia a persones de 65 anys o més que vivien soles. El nombre mitjà de persones vivint en cada habitatge era de 2,55 i el nombre mitjà de persones que vivien en cada família era de 3,07.
Per edats la població es repartia de la següent manera: un 29,4% tenia menys de 18 anys, un 6,9% entre 18 i 24, un 27,8% entre 25 i 44, un 18% de 45 a 60 i un 17,9% 65 anys o més.
L'edat mediana era de 36 anys. Per cada 100 dones de 18 o més anys hi havia 87,9 homes.
La renda mediana per habitatge era de 42.222 $ i la renda mediana per família de 53.750 $. Els homes tenien una renda mediana de 35.288 $ mentre que les dones 22.500 $. La renda per capita de la població era de 19.578 $. Entorn del 5% de les famílies i el 7,1% de la població estaven per davall del llindar de pobresa.

## Poblacions més properes
El següent diagrama mostra les poblacions més properes.